# Lázár Kálmán
Szárhegyi gróf Lázár Kálmán (Bencenc, 1827. május 27. – Erzsébetváros, 1874. február 27.) zoológus, ornitológus, újságíró, politikus, a Magyar Tudományos Akadémia levelező tagja. Az erdélyi ornitológia korai történetének jelentős alakja volt.

## Életútja
Apja Lázár Benedek, Alsó-Fehér vármegye főispánja, anyja gróf Bethlen Mária kereszteshölgy. Lázár Kálmán Nagyenyedi középiskolai éveit követően 1846–1848-ban jogi tanulmányokat végzett Kolozsváron, majd 1848 szeptemberében önkéntesként csatlakozott a szabadságharchoz. Először a Pesten Perczel Mór által szervezett Zrínyi-szabadcsapat közhonvédja volt, majd október 12-én a Zomborban Zákó István parancsnoksága alatt megalakuló 34. honvédzászlóalj főhadnagya lett. Alakulata a felső-tiszai hadtest, a későbbi I. hadtest kötelékében került. Lázár Kálmánt főhadnaggyá, majd 1849. február 1-jén századossá léptették elő. 
Április végétől vezérkari segédtisztként szolgált Henryk Dembiński altábornagy mellett a felső-magyarországi hadseregben. A világosi fegyverletételt követően az Oszmán Birodalomba, a ma Bulgáriában lévő Vidin városába menekült, de a hatósági felszólításnak eleget téve már 1849 októberében hazatért. Háromhetes vizsgálati fogság után birtoka rendbetételével foglalkozott és gazdálkodott, valamint törökországi emlékiratai megírásán dolgozott. Könyve 1850-es megjelenését követően letartóztatták, és néhány hónapig a gyulafehérvári várbörtönben sínylődött.
1852 után gyakran elutazott Erdélyből, ornitológiai és zoológiai tanulmányutakon járt Európa-szerte, illetve vadászszenvedélyének hódolt. 1869-től 1872-ig a kormányzó Deák-párt színeiben a hátszegi választókerület országgyűlési képviselője volt. 1872-ben Felső-Fehér vármegye árvaszéki elnökévé választották, így Erzsébetvároson telepedett le és ott élt haláláig.

## Munkássága
Állattani, azon belül hangsúlyosan madártani munkássága főként Erdély madárfaunájának tanulmányozására irányult, ő állította össze elsőként az Erdélyben honos madarak – 217 fajt tartalmazó – listáját. Akadémiai székfoglalóját Magyarország madarairól címen tartotta meg 1867-ben. Szakmai kapcsolatban állt kora több jeles természettudósával, köztük Alfred Brehmmel is. Ismeretterjesztő jellegű könyvei mellett rendszeresen jelentkezett cikkekel és tanulmányokkal különféle hetilapok és szakfolyóiratok lapjain (Verhandlungen und Mitteilungen des Siebenbürgischen Vereins für Naturwissenschaften, Erdélyi Múzeum-Egylet Évkönyve, Természettudományi Közlöny, Vadász és Verseny Lap stb.), ornitológiai szócikkeket írt az Egyetemes magyar encyclopaedia számára. Magyarország gerinces állatai című monográfiája kéziratban maradt, az Országos Széchényi Könyvtár kézirattárában őrzik. Az általa használt magyar madárnevek elterjesztésére irányuló törekvéseit nem koronázta siker (jegér: jégmadár, kalandóc: talpastyúk, kénes billegény: hegyi billegető stb.)
Szenvedélyes vadász volt, vadászati és vadgazdálkodási tárgyú cikkeket is írt. Magyarországon és európai utazásai során egyaránt foglalkozott madarak és madártojások gyűjtésével, mára nagyrészt elpusztult kollekciója mintegy kétezer kitömött madarat és nyolcezer preparált madártojást számlált.
Az 1840-es évek második felétől jelentek meg cikkei, tudósításai, úti beszámolói és kisebb elbeszélései különféle lapokban (Hölgyfutár, Pesti Napló, Családi Lapok stb.). 1865-ben közreműködött az Új Korszak, 1867-ben a Pesti Hírlap, a Világ Tükre és a Természetbarátok és Vadászok Évkönyve, 1868–1869-ben pedig a Vadász és Verseny Lap című folyóiratok szerkesztésében.

### Társasági tagságai és elismerései
1867-ben a Magyar Tudományos Akadémia levelező tagjává választották, emellett 1864-től tagja volt a hallei Leopoldina Német Természettudományos Akadémiának is.

## Művei
- Magyar menekvők török földön. Kolozsvár, 1850
- A lég urai. Képek a madárvilágból I–VI. Pest, 1864–1866
- Körút az állatkertekben. Olvasókönyv az ifjúság számára. Pest, 1868 (németül is)
- A szabad természetből. Képek és vázlatok; Szent István Társulat, Budapest, 1873 (Házi könyvtár)
- Hasznos és kártékony házi állatainkról. Kézikönyv mezei gazdái, erdőtulajdonosok és kertészek használatára. Budapest, 1874 (hasonmásban: 1988)
- A pesti állatkert ismertetése egy szakértőtől. Pest, 1866 (név nélkül)
- (szerk.): Természetbarátok és vadászok évkönyve. Pest, 1867
- A szabad természet fia. Gróf Lázár Kálmán élete és írásai; szerk., tan., jegyz. Krizsán László; TerraPrint, Budapest, 2001
- Körut az állatkertekben. Olvasókönyv az ifjuság számára; tan. Buza Péter, utószó Persányi Miklós; Fővárosi Állat és Növénykert–OSZK, Budapest, 2014 (1868-as bővített hasonmás kiad.)

## További irodalom
- Xántus János: Emlékbeszéd szárhegyi gróf Lázár Kálmán felett. Budapest. 1875. REAL-EOD